# Teoria miary
Teoria miary, teoria miary i całki – dział analizy matematycznej zajmujący się własnościami ogólnie rozumianych miar zbiorów. Teoria miary bada σ-algebry, funkcje mierzalne oraz całki.
Za początek tej dziedziny uważa się rok 1902, gdy Henri Lebesgue podał konstrukcję całki opartej na rozszerzeniu dotychczas stosowanego pojęcia miary.
Najczęściej mierzy się podzbiory przestrzeni euklidesowych. Jednak niektórym „nieporządnym” podzbiorom przestrzeni euklidesowych (czy innych) nie można przypisać "miary" (tj. wielkości liczbowych) w spójny sposób. Klasycznym przykładem jest tzw. zbiór Vitalego. Dlatego przyjęto, iż miara musi być ograniczona do podzbiorów „porządnych”, tj. należących do tzw. przestrzeni mierzalnej określonej na danej przestrzeni. (Jeśli dana przestrzeń jest przestrzenią topologiczną, to zwykle wymaga się, by mierzalne były zbiory otwarte; wówczas do zbiorów mierzalnych należą m.in. zbiory borelowskie.)
Rozwój teorii miary pozostaje w ścisłym związku z rozwojem rachunku prawdopodobieństwa: w 1933 r. Kołmogorow sformułował aksjomatyczną definicję prawdopodobieństwa, zastępując klasyczną definicję Laplace'a i definicję częstościową Misesa (zob. prawdopodobieństwo). W interpretacji Kołmogorowa zdarzenia losowe są podzbiorami pewnej przestrzeni probabilistycznej, a prawdopodobieństwo jest miarą określoną na tej przestrzeni (miarą prawdopodobieństwa).